# سیارک ۹۵۱۱
سیارک ۹۵۱۱ (به انگلیسی: 9511 Klingsor، نامگذاری:5051T-3) نه هزار و پانصد و یازدهمین سیارک کشف شده‌است که در ۱۶ اکتبر ۱۹۷۷ کشف شد.
قدر مطلق سیارک برابر ۱۲٫۹۰ است.